# モケーニ語
モケーニ語（ドイツ語: Mochenisch, イタリア語: Mocheno）は、高地ドイツ語の上部ドイツ語のうちバイエルン語に属する南バイエルン語の一言語である。モケーノ語とも呼ばれる。

## 概要
イタリアのトレント自治県のモケーニ渓谷の3つの町で話されている。モケーニ語話者は標準ドイツ語、バイエルン語、キンブリ語を部分的に理解できると言われているが、モケーニ語の文法、語彙、発音の多くが本質的に異なっているために標準ドイツ語話者にはモケーニ語の理解は困難である。

## 分布
2001年国勢調査（母語の記録が行われた最初の調査である）では、以下の自治体においてモケーニ語母語話者が多数を占めた。
- フィエロッツォ/Vlarotz（423人、95.92パーセント）
- パルー・デル・フェルシーナ/Palae en Bersntol（184人、95.34パーセント）
- フラッシロンゴ/Garait（340人、95.24パーセント）

トレント自治県内の他の自治体でも 1,329人がモケーニ語を母語として申告しており、トレント自治県におけるモケーニ語母語話者の総数は 2,276人であった 。2011年の国勢調査では、トレント自治県におけるモケーニ語母語話者は 1,660人に減少している。

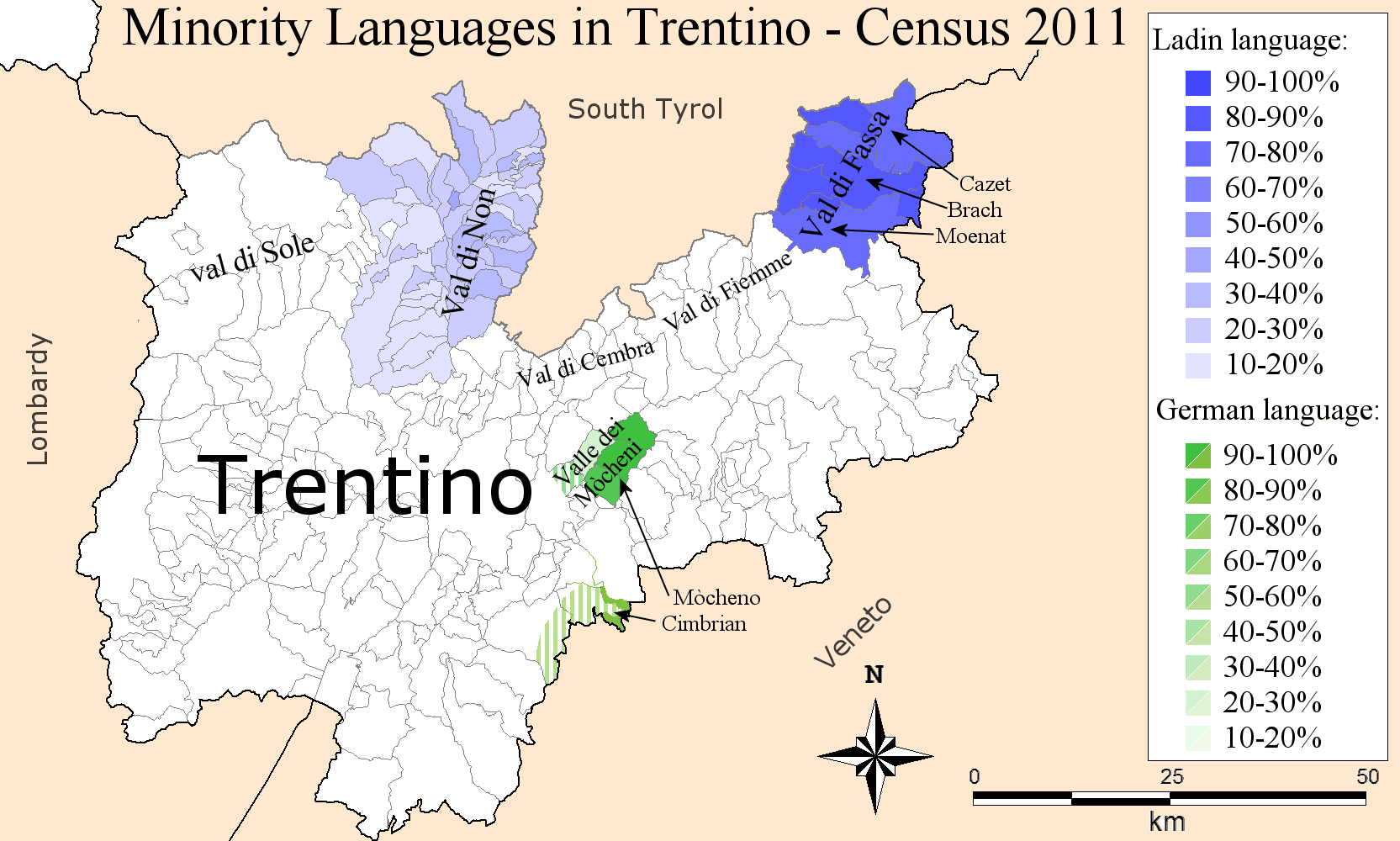
トレント自治県におけるモケーニ語の分布（中央部の緑）

## 現状
国と地方の法律により、トレント自治県においてモケーニ語は公的に認識されている。1990年代からさまざまな法律や規則がイタリア議会や地方議会を通り、モケーニ語とその文化は保護下に置かれる事となった。また、法によってつくられた研究機関がモケーニ語の保護と教育の役割を担っている。さらに、学校の教育においてモケーニ語で教えるカリキュラムが用意され、道路標識もモケーニ語併記がなされている。

## 例
主の祈りの言語間比較（日本語はカトリック教会と日本聖公会の共通口語訳）
| モケーニ語                                                                       | 標準ドイツ語                                                        | 英語                                                            | 日本語                                                                                  |
| -------------------------------------------------------------------------------- | ------------------------------------------------------------------- | --------------------------------------------------------------- | --------------------------------------------------------------------------------------- |
| Vatar ingar en Himbl, gahailegt kimmp der dai Núm. Der dai Raich schellt kemmen. | Vater unser im Himmel, geheiligt werde Dein Name. Dein Reich komme. | Our Father in heaven, hallowed be your name. Your kingdom come, | 天におられる わたしたちの父よ、 み名が聖〔せい〕とされますように。 み国が来ますように。 |